# 脱铁木儿
脱铁木儿（13世纪—1279年），又作脱脱木儿、脱别铁木、脱脱木、脱帖木儿、脱黑帖木儿，元朝诸王，拖雷之孙，岁哥都之子，《元史·宗室世系表》作旭烈兀之孙。
至元十三年（1276年）秋，因安童对给养分配不公，脱铁木儿率部叛逃，元世祖的侄子昔里吉去讨伐。脱铁木儿劝说昔里吉叛元。昔里吉于是发动兵变，脱铁木儿袭击谦州，谦州的万户晃豁坛氏伯八阵亡。脱铁木儿俘虏伯八的儿子八剌、不兰奚，让他们分置左右，对待他们很好。一年后，八剌兄弟为父报仇，计划泄露。八剌、不兰奚率领家族南奔，兄弟就擒。八剌不屈，脱铁木儿用铁挝砸碎他的膝盖，始终不跪，与弟不兰奚同时被害。
至元十四年（1277年），昔里吉、脱铁木儿、药木忽儿、撒里蛮分道东进，攻打岭北。伯答儿、土土哈在土兀剌河畔大败了药木忽儿和脱铁木儿，和伯颜统帅的大军会师。至元十六年（1279年）四月，元将别乞列迷失采纳刘国杰建议，趁脱铁木儿进袭杭海山之东，率大军攻取谦州。脱铁木儿回军时又被元军击败。
脱铁木儿和撒里蛮逼迫昔里吉退位，以撒里蛮为主，遣使告知金帐汗国和海都，得到阿里不哥幼子明里帖木儿的支持。然而阿里不哥之长子药木忽儿反对撒里蛮为主，药木忽儿击败擒获脱铁木儿，与昔里吉商议后，将脱铁木儿杀死。

## 延伸阅读
[在维基数据编辑]